# Novodevitsjibegraafplaats

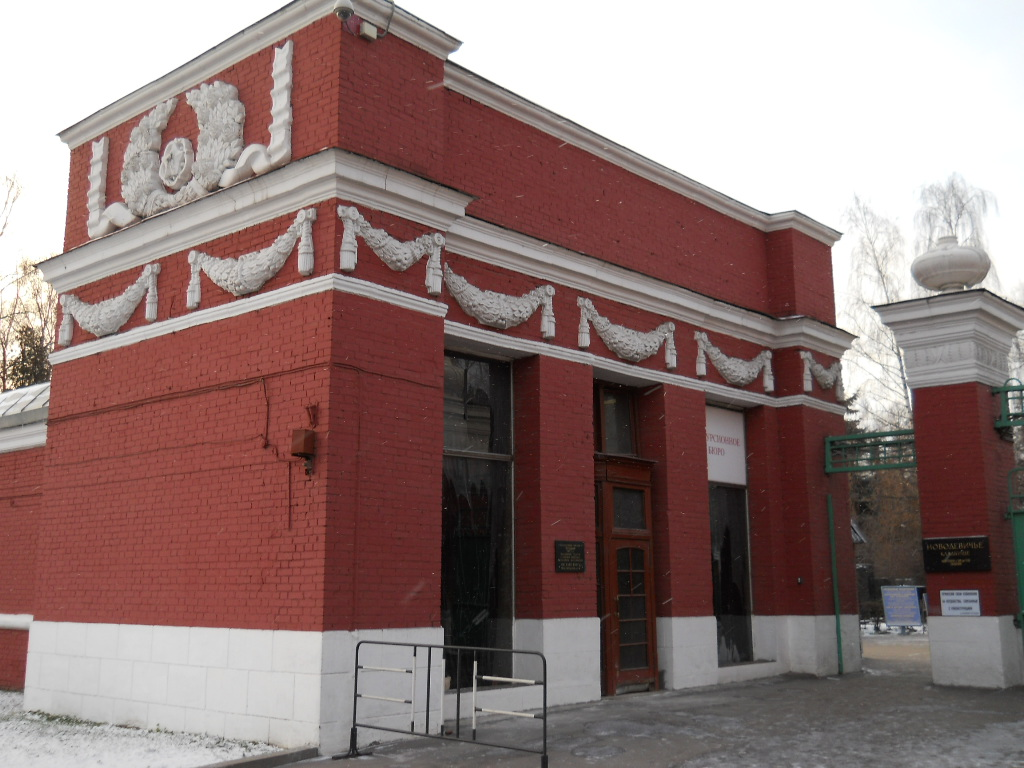
Entree begraafplaats

De Novodevitsjibegraafplaats (Russisch: Новодевичье кладбище, Novodevitsje kladbisjtsje) bevindt zich bij het Novodevitsjiklooster in Moskou. Deze begraafplaats wordt beschouwd als een van de meest prestigieuze in Rusland, en was qua status tijdens het Sovjetbewind alleen ondergeschikt aan de Kremlinmuur.
Op de begraafplaats zijn de graven te vinden van talloze auteurs, musici, toneelschrijvers en dichters, evenals beroemde acteurs, politici en wetenschappers. Er liggen meer dan 27.000 mensen begraven.

## Politici
- Nikita Chroesjtsjov
- Raisa Gorbatsjova
- Michail Gorbatsjov
- Andrej Gromyko
- Boris Jeltsin
- Vjatsjeslav Molotov

## Schrijvers
- Sergej Aksakov
- Andrej Bely
- Michail Boelgakov
- Ilja Ehrenburg
- Nikolaj Gogol
- Ilja Ilf
- Vladimir Majakovski
- Anton Makarenko
- Joeri Oljesja
- Nikolaj Ostrovski
- Vasili Sjoeksjin
- Anton Tsjechov

## Schilders en beeldend kunstenaars
- Aleksandr Dejneka
- Isaak Levitan
- Vera Moechina
- Valentin Serov
- Vladimir Tatlin

## Componisten en musici
- Boris Aleksandrov
- Irina Archipova
- Nikolaj Mjaskovski
- Vano Moeradeli
- David Oistrach
- Sergej Prokofjev
- Svjatoslav Richter
- Mstislav Rostropovitsj
- Nikolaj Rubinstein
- Alfred Schnittke
- Fjodor Sjaljapin
- Dmitri Sjostakovitsj
- Aleksandr Skrjabin
- Sergej Tanejev
- Aleksandr Vertinski
- Galina Visjnevskaja

## Filmregisseurs
- Sergej Bondartsjoek
- Sergej Eisenstein

## Wetenschappers
- Sergej Iljoesjin
- Leonid Kantorovitsj
- Pjotr Kropotkin
- Lev Landau
- Valeri Legasov
- Pavel Soechoj
- Andrej Toepolev
- Pavel Tsjerenkov
- Andrej Kolmogorov

## Overig
- Nadezjda Alliloejeva
- Pavel Beljajev
- Michail Botvinnik
- Valeri Broemel
- Vasili Smyslov
- German Titov
- Pavel Tretjakov
- Maria Jermolova